# Andrea Marshall
Andrea Marshall és una biòloga marina coneguda per la seva tasca per la conservació de la vida salvatge i la investigació sobre la vida oceànica, especialitzada en mantes gegants. És una de les fundadores de la Marine Megafauna Foundation i va ser objecte del documental de la BBC Natural World titulat Andrea: la reina de les mantas. Ara treballa al Manta Ray and Whale Shark Research Center de Tofo Beach, a Moçambic. El 2013 va ser nomenada "Exploradora emergent" del National Geographic per les seves investigacions. És també fotògrafa submarina professional.

## Formació i primers anys
L'interès d'Andrea Marshall per la vida marina va començar cap als dotze anys quan va aprendre a bussejar. Durant aquesta època, va adquirir l'interès per la conservació dels taurons. Mentre estava a Moçambic, en unes vacances familiars, la jove Andrea va ensopegar amb una massa de peixos manta i així va començar el seu interès per aquests animals marins.
El 2008, Andrea Marshall es va doctorar estudiant les espècies de mantes a la Universitat de Queensland, a Austràlia. Va ser la primera estudiant a obtenir un títol en ecologia de mantes gegants.

## Carrera
Després de doctorar-se al 2008 va dedicar els seus esforços a la investigació d'aquests grans peixos. Ara viu al sud de Moçambic dedicada a la seva protecció, i ajuda a organitzar estratègies científiques per protegir els animals marins que viuen a les seves aigües
Més tard, al 2009, va descobrir una nova espècie de peix manta. Tradicionalment s'havia cregut que només hi havia una espècie de manta, l'anomenada manta birostris, la manta gegant. Aquestes mantes, que poden amidar fins a set i vuit metres de llarg, encara conserven un vestigi del seu antic agulló verinós al final de la cua, que actualment no presta cap servei ni constitueix una amenaça per als humans. L'espècie que va descobrir la doctora Marshall va ser anomenada manta alfredi, en homenatge a Alfred Whitley, que va descriure científicament les mantes a la dècada de 1930. Aquesta segona espècie es manté més a prop dels esculls i té una mida molt més petita. Es pot dir que aquesta descoberta és una de les més grans que els científics hagin vist en més de 45 anys. Andrea Marshall també ha trobat una tercera espècie, sobre la qual encara no s'ha publicat res.

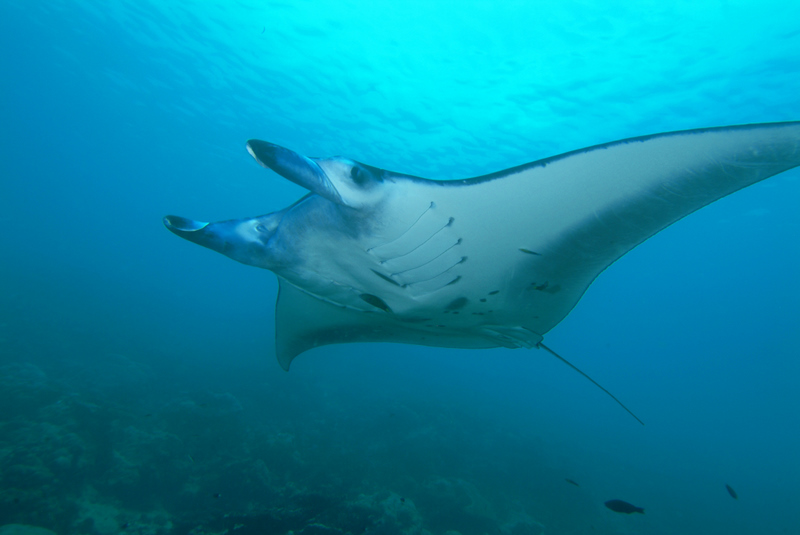
Una manta gegant

Per trobar tota aquesta informació nova, ha fet servir alta tecnologia de busseig i dispositius de fotografia molt avançats. Va desenvolupar la Manta Matcher, una base de dades de ciència ciutadana en línia per identificar els espècimens individuals de peixos manta a partir del seu marcatge únic.
Com a defensora mundial dels seus companys submarins, Andrea Marshall s'ha dedicat a investigar l'ecologia, els dominis de l'hàbitat i l'orientació social d'aquests animals. També ha estudiat els seus patrons de migració i ha descobert que en només 60 dies es desplacen més de 650 milles. El trajecte que fa la doctora Marshall amb les mantes ha estat reconegut com la migració de peixos més llarga de l'oceà Índic.
Marshall ha estudiat les mantes a tot el món, i ha treballat en àrees com Moçambic, Equador, Indonèsia, Myanmar i Florida. La seva feina ha estat acreditada en diverses revistes i articles en línia. El 2013, un documental de la BBC la va presentar a l'abast del públicː hi explicava el seu interès per aquests peixos misteriosos i la seva defensa davant de les terribles amenaces a què s'enfronten, que inclouen la destrucció de l'hàbitat, la pesca excessiva i els incidents amb vaixells imprudents.

## Vida personal
La doctora Marshall està casada i té una filla. Viu amb la seva família a Vilankulo, Moçambic.

## Fundacions & honors
Andrea Marshall és consellera delegada i una de les principals fundadores de la Marine Megafauna Foundation (MMF), que es proposa protegir tots els gegants oceànics dels perills als quals s'enfronten.
National Geographic també va concedir a Marshall el premi Emergent Explorer 2013.